# Beania decumbens
Beania decumbens is een mosdiertjessoort uit de familie van de Beaniidae. De wetenschappelijke naam van de soort is voor het eerst geldig gepubliceerd in 1882 door MacGillivray.